# Museu de Arte de Maryhill

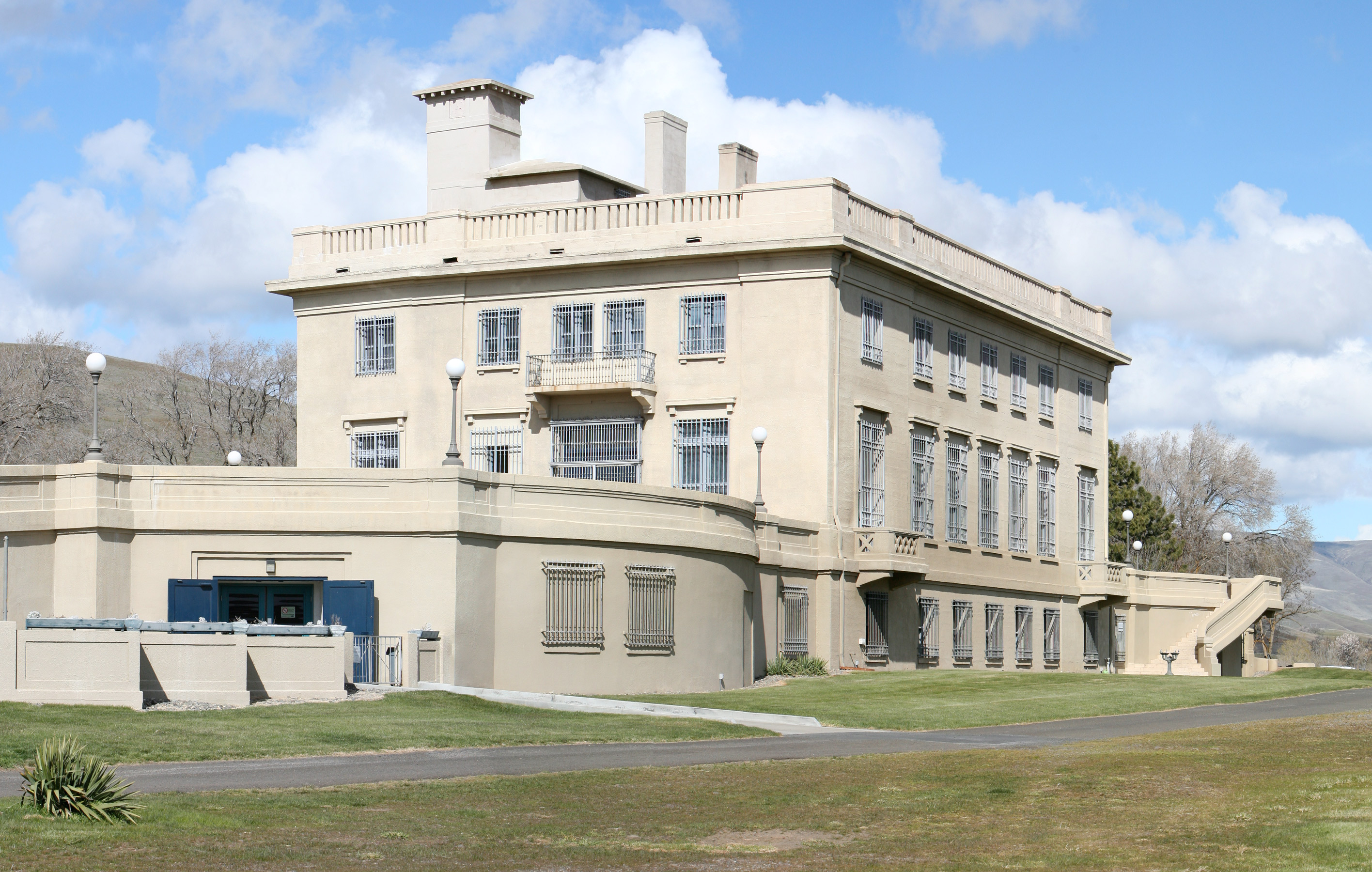
Museu de Arte de Maryhill

O Museu de Arte de Maryhill é um pequeno museu com uma coleção eclética, está localizado perto de Maryhill no estado americano de Washington. 
Ele está situado em uma encosta com vista para o extremo leste do cânion do rio Columbia. A estrutura foi originalmente concebida como uma mansão para empresário Samuel Hill (1857-1931). O museu foi aberto ao público no aniversário de Hill (13 de maio) em 1940. A primeira expansão física do museu foi concluída em maio de 2012, com um custo de 9.5 milhões de dólares.